# Quốc lộ 34
Quốc lộ 34 là con đường liên tỉnh nối Cao Bằng với Hà Giang.
Quốc lộ 34 có điểm đầu tại ngã tư Km 8, phường Đề Thám, thành phố Cao Bằng, giao với Quốc lộ 3 và Quốc lộ 2. Điểm cuối tại phường Trần Phú, thành phố Hà Giang. Toàn tuyến dài 260 km.
Quốc lộ 34 ban đầu chạy theo hướng Đông - Tây từ thành phố Cao Bằng tới thị trấn Nguyên Bình, huyện Nguyên Bình, chuyển hướng Đông Nam - Tây Bắc tới thị trấn Bảo Lạc, huyện Bảo Lạc với một đoạn chạy men theo tả ngạn sông Nhi A (một chi lưu của sông Gâm). Từ thị trấn Bảo Lạc, Quốc lộ 34 chạy men theo bờ Nam (tả ngạn) sông Gâm tới thị trấn Pác Miầu, huyện Bảo Lâm, tới thị trấn Yên Phú, huyện Bắc Mê. Tại thị trấn Yên Phú, Quốc lộ 34 chuyển sang chạy men bên bờ phải sông Gâm rồi tách ra đi tới thành phố Hà Giang.
Trên Quốc lộ 34 có hai cây cầu chính, một tại trung tâm thị trấn Bảo Lạc bắc qua sông Nhi A, một tại thị trấn Bắc Mê bắc qua sông Gâm.
Do đi qua địa hình đồi núi lại chạy sát sông, nên vào mùa mưa lũ giao thông trên Quốc lộ 34 nhiều khi bị ách tắc do sạt lở đất hoặc hỏng cầu.